# Rodolphe Lemoine
Rodolphe Lemoine, dit Rex, alias Rudolphe, Koenig, Neumann, de Korf, colonel Delmann, de son vrai nom Rudolf Stahlmann, né le 14 avril 1871 à Berlin et mort à Baden-Baden le 3 octobre 1946, est un agent triple, connu pour son implication dans l'affaire Enigma.

## Biographie

### 1871-1939
Fils d'un joaillier de Berlin, Stahlmann mène la grande vie. En 1902, considéré comme un agent prussien, il est expulsé du territoire français. En mai 1907, il demande à rentrer, ayant épousé, à Buenos Aires, une Française, Renée Lemoine. Il adopte le nom de sa femme et francise son prénom.
Dans les années 1920, Lemoine entre, à temps partiel, au service du 5e bureau de l'état-major français, où il joue un rôle d'intermédiaire. Lemoine est un colosse ventripotent dont les manières et le style de vie impressionnent les interlocuteurs. Le 1er novembre 1931, au Grand Hôtel de Verviers (Belgique), il rencontre un employé du bureau du chiffre du ministère de la Reichswehr, Hans-Thilo Schmidt. Le 8 novembre 1931, nouveau contact. Cette fois-ci, Lemoine est accompagné de Gustave Bertrand, capitaine du bureau français du chiffre. Dans les années qui suivent, Lemoine traite Schmidt pour le compte de Bertrand.
En mars 1938, Lemoine est arrêté à Cologne par la Gestapo. Relâché, il est criblé de questions par le contre-espionnage français. Mis hors de cause, il est néanmoins tenu à l'écart de Schmidt.

### 1939-1945
En 1939, Lemoine est à la tête d'une officine de faux documents pour le renseignement français. Installé rue de Lisbonne à Paris, et entouré d'une équipe d'experts, il produit pour les agents de pénétration toute sortes de documents (passeports, cartes d'identité, permis de conduire, cartes de séjour…).
Le 20 juin 1940, à Biarritz, Lemoine manque de passer en Angleterre, à bord d'un dragueur de mines de la Royal Navy.
Le 23 juin 1940, à Bon-Encontre, Lemoine voit Bertrand et Paul Paillole. Lemoine accepte de se rendre à Saint-Raphaël pour y attendre des instructions. À cette occasion, Paillole est horrifié par l'imprudence de Lemoine  dont la serviette est bondée de livres de codes de différents pays, y compris les manuels de Schmidt, de passeports et de cartes d'identité vierges.
En décembre 1940, des enquêteurs allemands retrouvent, dans les archives françaises capturées, à Paris et à La Charité-sur-Loire, trace de tentatives de vente de codes et chiffres (Lemoine mange à tous les râteliers) et de deux contacts d'agents au bureau allemand du chiffre et au bureau de recherches du ministère allemand de l'air, à moins qu'il ne s'agisse de la même personne. Or Schmidt était passé de l'un à l'autre en 1938.
En mai 1941, ayant retrouvé Lemoine à Saint-Raphaël où il vit de marché noir et de trafics de faux papiers, Paillole l'expédie à l'Hôtel Splendid de Marseille, sous surveillance de ses amis de la police.
En juin 1942, Lemoine fait savoir qu'il a été approché par un agent allemand qui l'invite à monter à Paris travailler pour son service. Paillole exile Lemoine à Saillagouse, Pyrénées, d'où il pourrait passer en Espagne. Lemoine est contacté par un ami de toujours qui lui propose de l'aider à vendre un code italien aux Allemands. La transaction permet aux Allemands de localiser Lemoine, qui, malgré l'invasion de la zone libre, reste en France. À compter du 15 novembre 1942, il est surveillé en permanence par l'Abwehr. Le 27 février 1943, il est arrêté et envoyé à Paris.
Traité comme un nabab à l'Hôtel Continental, rue de Castiglione, Lemoine reçoit magnifiquement ses geôliers auxquels il raconte sa carrière, par épisodes. L'affaire Schmidt et la livraison des documents Enigma sont désormais connues de l'Abwehr. Le 20 mars 1943, procès-verbal. Lemoine propose de retourner sa veste…
Vers la fin de la guerre il se trouve à Berlin et après la libération de la ville, il aide l'armée rouge.
Le 27 octobre 1945, Lemoine arrêté par les Français, est emprisonné et interrogé à Bad Wildbad. Il meurt d'hémophilie dans sa cellule.

## Liens
- Gustave Bertrand
- Hans-Thilo Schmidt
- Enigma